# 오드주의 캉통
프랑스 오드주에는 총 19개의 캉통이 속해 있다. 2015년 3월 행정구역 총개편으로 인해 현재는 다음과 같이 설치되어 있다.
- 레바스플렌드로드
- 르바생쇼리앙
- 카르카손 1
- 카르카손 2
- 카르카손 3
- 레코르비에르
- 레코르비에르메디트라네
- 라오트발레드로드
- 르오트미네르부아
- 르레지냐네
- 라말페르아라몽타뉴누아르
- 라몽타뉴달라리크
- 라르본 1
- 라르본 2
- 라르본 3
- 라피에주오바제
- 라레지옹리무진
- 르쉬드미네르부아
- 라발레드로르빌